# Der Geisterschütze
Der Geisterschütze ist ein US-amerikanischer Western aus dem Jahr 1949 mit James Millican und Mary Beth Hughes in den Hauptrollen. Der Film wurde von Lippert Productions, Inc. produziert.

## Handlung
Vier Männer überfallen eine Postkutsche, mit der der Spieler Abilene Kid reist. Die Räuber werden von Tom Harvey gestört, der ihnen sagt, dass seine Männer auf sie zielen. Nach einer kurzen Schießerei ergreifen die Räuber die Flucht. In Wahrheit ist Tom alleine und zu Fuß und wird nach Stringtown mitgenommen. Der dortige Sheriff Jordan sieht zu seinem Unmut, dass seine Nichte Polly unter den Reisenden ist.
Zwei der Räuber, Blazer und Tyler, erstatten ihrem Boss, dem Saloonbesitzer Barney Bernard, Bericht. Sie werden von Abilene Kid unterbrochen, der den Saloon betritt und die Herausgabe seines Geldes und seiner Uhr verlangt. Zur gleichen Zeit spricht Tom mit Sheriff Jordan und gibt sich als Agent des Secret Service zu erkennen. Er informiert Jordan, dass drei Jahre zuvor Goldbarren der US-Münzanstalt gestohlen wurden. Man vermutet die Barren in Stringtown. Da sie Stempel der Münzanstalt tragen, müssen sie eingeschmolzen werden. Tom wird zum Deputy gemacht. Sein Kollege Deputy Wilson macht ihn mit dem Zeitungsverleger Nathaniel Greeley bekannt.
Im Saloon spielt Abilene Kid Poker mit Blazer, Tyler und weiteren Männern. Blazer beschuldigt Kid des Falschspiels, woraufhin eine Schlägerei beginnt, die Kid gewinnt. Blazer zieht seine Waffe, wird jedoch von Lolita, einem Barmädchen, mit einer Waffe in Schach gehalten. Tom erscheint, Blazer zeigt ihm, dass die Karten markiert sind. Mit Blazer geht Tom hinauf zu Kids Zimmer, in das er sich zurückgezogen hat. Die Tür ist verschlossen und Kid entkommt durch das Fenster. Tom kann Kid jedoch festnehmen. Vor Gericht stellt ihm Richter Gardner den unerfahrenen Porky Hodges als Verteidiger zur Seite. Kid erklärt sich für nicht schuldig, wird jedoch zum Tod durch den Strang verurteilt. Mit seinen letzten Worten erklärt er den Zuschauen, dass sie einen Unschuldigen hängen werden und dass Gold, Gier und Tod nahe zusammenliegen. Nach der Hinrichtung gehen die Leute schweigend weg.
Tom wird von Polly zu einem Ritt nach San Dimas eingeladen. Als sie zurückkommen, erfahren sie, dass Deputy Wilson erschossen wurde. Auf seiner Leiche wurde eine Spielkarte, die Pik Zwei, deponiert. Die Kugel, die Wilson tötete, ist aus purem Gold. Jordan fragt sich, ob Kids Geist sich rächen will. Zwei weitere Teilnehmer des Pokerspiels und auch der Kutscher Curt Calvin werden erschossen. Auch bei ihren Leichen werden Spielkarten gefunden. Porky wird zum Deputy gemacht. Kurz darauf werden Bernard und ein weiterer Spieler getötet. Tom findet heraus, dass die Kugeln von einer Waffe mit Randfeuerzündung verschossen wurden. Er will alle Waffen der Stadtbewohner kontrollieren.
In Angst um ihr Leben verlassen Blazer und Tyler die Stadt. Als sie abends lagern, wird ihnen klar, dass alle Erschossenen mit dem Goldraub zu tun hatten, wie auch sie. Blazer hat einen Verdacht, doch bevor er Tyler etwas davon sagen jann, werden beide erschossen. Sheriff Jordan findet zwei weitere Spielkarten auf seinem Schreibtisch, die die Kartenserie komplettieren. Der Goldsucher Chico erzählt Tom und Jordan, er habe die Goldbarren in einer Höhle entdeckt. Mit Tom und Porky reitet er zur Höhle. Tom schickt die beiden zurück in die Stadt, um einen Wagen zu holen. Jordan erscheint kurz darauf, händigt Tom eine Spielkarte aus und zieht seine Waffe. Jordan erklärt, dass er später auch Polly töten wird, die sich in Tom verliebt hat. Tom kann Jordan in einen Faustkampf verwickeln, doch Jordan kann entkommen.
Polly ist zu Hause, als Jordan, schmutzig und verletzt, bei ihr auftaucht. Er gesteht ihr, der Mörder zu sein. Er zieht seine Waffe, um Polly zu töten. Tom erscheint, schießt ihm die Waffe aus der Hand und schlägt ihn nieder. Tom, Porky und Chico verlassen die Stadt, um das Gold zurückzugeben. Danach wird Tom zu seiner neuen Braut Polly nach Stringtown zurückkehren.

## Produktion

### Hintergrund
Gedreht wurde der Film von Mitte bis Ende Dezember 1948 in den Universal-Studios in Universal City.

### Stab
Der ursprünglich vorgesehene Regisseur Ford Beebe erkrankte und musste durch B. Reeves Eason ersetzt werden.
George Milo war für das Szenenbild zuständig. Ira Webb war Co-Produzent.

## Veröffentlichung
Die Premiere des Films fand am 25. März 1949 statt. In der Bundesrepublik Deutschland kam er am 24. Oktober 1952 in die Kinos.

## Kritiken
Das Lexikon des internationalen Films schrieb: „Naive, unlogische Westernhandlung, mit sparsamen Mitteln handfest inszeniert.“
Die Variety beschrieb den Film als ordentliche Westernaction-Geschichte, die bei der Charakterisierung abfalle. Die Actionszenen seien von Eason mit solider Härte inszeniert, bei den langsameren Passagen wirke er jedoch unsicher.
Der Kritiker des TV Guide sah einen Film mit gutem Rhythmus und guter Inszenierung, der von einer Geschichte mit zu vielen Handlungsbögen ruiniert werde.